# Bracon kozak
Bracon kozak är en stekelart som beskrevs av Telenga 1936. Bracon kozak ingår i släktet Bracon och familjen bracksteklar. Inga underarter finns listade.